# 캔버라역

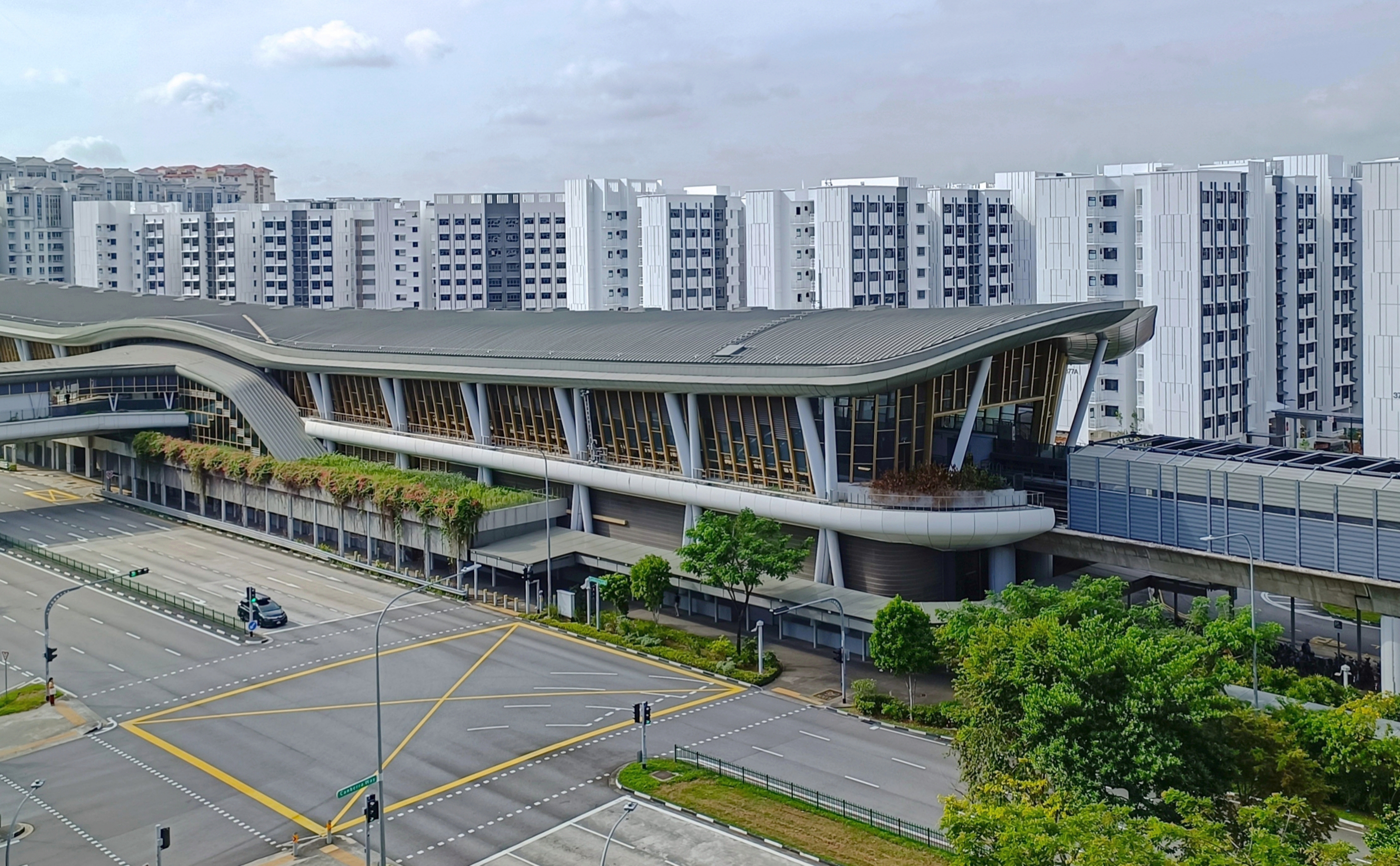

캔버라역(Canberra MRT station)은 싱가포르 셈바왕(Sembawang)의 캔버라 웨이(Canberra Way)와 교차하는 캔버라 링크(Canberra Link)를 따라 위치한 노스사우스선의 고가 MRT(Mass Rapid Transit) 역이다. 이는 MRT 네트워크의 두 번째 충전 역(도버역 다음)이며 플랫폼이 같은 층의 오버헤드 브리지에 직접 연결된 싱가포르 최초의 역이다. 건설 중 역에 여러 가지 친환경 기능이 포함되어 있으며, 조경 통합과 역 건설에 필요한 친환경 소재 사용을 위한 건설 팀의 노력의 결과로 건설청의 환승역 그린 마크 플래티넘을 받은 최초의 MRT 역이기도 했다.
이 역은 2013년 육상 운송 마스터 플랜에서 셈바왕과 이슌역 사이에 새로운 MRT 역 아이디어가 제기된 후 육상 교통 당국(LTA)이 실시한 성공적인 타당성 조사에 따라 발표되었다. 건설은 2015년 4월에 시작되어 2019년 11월 2일에 개장했다. 역 맞은편 쇼핑몰인 캔버라 플라자(Canberra Plaza)는 2020년 12월 18일에 개장했다.